# Çalıkuşu

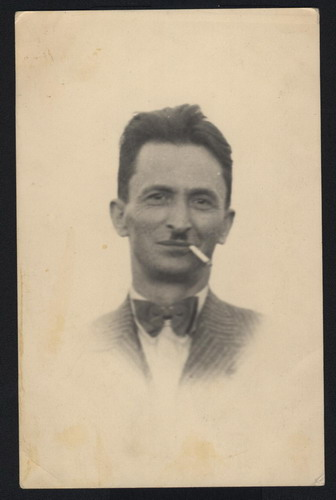
Reşat Nuri Güntekin

Çalıkuşu (deutsch: „Das Goldhähnchen“) ist ein türkischer Roman von Reşat Nuri Güntekin aus dem Jahr 1922. Der Roman wurde mehrmals verfilmt und u. a. ins Englische übersetzt. Der Roman behandelt mit einem kritischen Blick die sozialen Fragen seiner Zeit.
Unter dem Titel The Autobiography of a Turkish Girl von Sir Wyndham Deedes ins Englische übersetzt wurde Çalıkuşu im Jahr 1949 in London veröffentlicht. Die russische Ausgabe mit dem Titel Korolek („Королёк“) wurde von Igor Pechenev übersetzt.

## Inhalt
Der Roman handelt von einer Liebes-Beziehungsgeschichte, spielt zur Zeit des Ersten Weltkriegs und zeichnet darüber hinaus einen Querschnitt der osmanischen Gesellschaft während der letzten Jahre des Osmanischen Reichs wieder. Die Hauptfigur des Romans, die aus gutem Haus stammende Waise und Lehrerin Feride, verlässt nach einer übertriebenen Eifersuchtsszene das Haus ihrer reichen Verwandten in Istanbul. Als selbstbewusste Türkin mit guter Ausbildung traut sie sich zu, ihr Leben allein bestreiten zu können. Sie zieht als Lehrerin von einem anatolischen Ort zum anderen. Jeden dieser Orte verlässt der „Zaunkönig“ bei erstem Anlass, um woanders von vorne anzufangen, so wie sie auch Istanbul bei erstem Anlass verlassen hatte. Es werden in diesem Rahmen u. a. die Rückstände in der osmanischen Gesellschaft betont.

## Verfilmungen
Im Jahr 1966 wurde das Buch von Osman F. Seden erstmals verfilmt. Die Hauptrollen spielten Türkan Şoray und Kartal Tibet. 1986 verfilmte Osman F. Seden das Buch noch einmal. Diesmal als TV-Serie mit Aydan Şener und Kenan Kalav in den Hauptrollen.
Im Jahr 2013 wurde das Buch diesmal von Çağan Irmak als TV-Serie verfilmt. Die Hauptrollen sind mit Fahriye Evcen und Burak Özçivit besetzt.